# Джей Едгар
„Джей Едгар“ (на английски: J. Edgar) е американска биографична драма от 2011 г. на режисьора Клинт Истууд за живота и кариерата на директора на ФБР – Едгар Хувър, изигран от Леонардо ди Каприо. Във филма участват още Арми Хамър, Наоми Уотс, Джош Лукас, Джуди Денч и Адам Драйвър, който прави своя дебют в киното.

## Актьорски състав
| Актьор             | Роля |
| ------------------ | --- |
| Леонардо ди Каприо | Едгар Хувър |
| Арми Хамър         | Клайд Толсън |
| Наоми Уотс         | Хелън Ганди – секретар на директора на ФБР Едгар Хувър                                                                                     |
| Джош Лукас         | Чарлз Линдберг |
| Джуди Денч         | Ани Хувър – майка на Едгар Хувър |
| Дърмът Мълроуни    | Норман Шварцкопф старши – началник на полицията в щата Ню Джърси                                                                           |
| Джефри Донован     | Робърт Кенеди |
| Денис О'Хеър       | Алберт С. Осборн – експерт по документи |
| Стивън Рут         | Артър Кьолер – експерт по дърво |
| Деймън Хериман     | Бруно Гауптман – плотник на германското произход, който беше осужден и казнен за похищение и убийство на 20-месечния син на Чарлз Линдберг |
| Леа Томпсън        | Лела Роджърс – американска журналистка, майка на актриса Джинджър Роджърс                                                                  |
| Кен Хауърд         | Харлан Стоун – юрист, председател на Върховния съд на Съединените щати от 1941 до 1946 г.                                                  |
| Джесика Хечт       | Ема Голдман |
| Джеф Пирсън        | Александър Мичъл Палмър – 50-ти главен прокурор на САЩ от 1919 до 1921 г.                                                                  |
| Майкъл О'Нийл      | Кенет Дъглас Маккелар – американски сенатор от Тенеси, член на Демократическата партия                                                     |
| Кристофър Шайър    | Ричард Никсън |
| Джош Стамбърг      | Стоукс – агент на ФБР |
| Зак Грение         | Джон Кондън – посредник в отвличането на Линдберг                                                                                          |
| Джош Хамилтън      | Робърт Ъруин |